# 5948 Longo
Az 5948 Longo (ideiglenes jelöléssel 1985 JL) a Naprendszer kisbolygóövében található aszteroida. Edward L. G. Bowell fedezte fel 1985. május 15-én.